# Descoperirile arheologice din Piața Universității din București (2010)

Șantierul din Piața Universității din București. Imagine din ziarul Gândul, Sursa:Mediafax, fotografie de Octav Ganea, 2010

Descoperirile arheologice din Piața Universității din București (2010) se referă la găsirea unor vestigii arheologice din diferite perioade în timpul săpăturilor pentru amenajarea parcajului subteran din Piața Universității din București.

## Cronologie
Primăria Bucureștiului a construit în anii 2010–2012 un parcaj subteran cu o capacitate de 400 de locuri. în zona Piața Universității. Lucrările de amenajare au fost concesionate firmelor Inter Parking Hispania SA, Terra Test Cimentaciones SL, Alius Inversiones SL și Simex SA În momentul în care s-a trecut la decopertarea zonei ocupate de statuile din fața clădirii Universității (mutate temporar în acea perioadă în parcul Izvor), muncitorii au descoperit schelete umane, ceea ce a dus la întreruperea lucrărilor sâmbătă, 27 noiembrie 2010, pentru a putea facilita cercetările arheologice.

## Vestigii
Cele 40 de rămășițe umane de femei, bărbați și copii descoperite aparțin unui cimitir adiacent unor biserici ce existau în acest loc în secolele XVI-XVII, și care alcătuiseră până în 1870 Mănăstirea Sfântul Sava.
O parte dintre schelete au fost transportate la Institutul Rainer de pe lângă Academia Română pentru a se fi supuse unor expertize antropologice, cu scopul de a determina cu exactitate vârsta, dieta și cauza decesului. Între aceste rămășițe umane, s-au remarcat însă trei schelete din secolele al XVI-lea–al XVII-lea, care păreau a nu fi înmormântate corespunzător după obiceiul creștin autohton, aflate la circa 35 m de marginea vestică a cimitirului. Expertiza asupra acestora a arătat că persoanele respective suferiseră o moarte violentă, fiind puse în legătură cu uciderea creditorilor otomani de la începutul rebeliunii lui Mihai Viteazul din 1594, din timpul Războiului celui Lung.
Alături de morminte s-au mai descoperit urme de canalizare și zid din secolele XVII - XIX, consemnate de arheologi ca aparținând Academiei Domnești, primul edificiu de învățământ superior de pe teritoriul României, întemeiat în 1694 de către Constantin Brâncoveanu.